# سيد أشلي
سيد أشلي (بالإنجليزية: Syd Ashley)‏ هو لاعب اتحاد الرغبي جنوب أفريقي، ولد في 23 فبراير 1880 في كيب تاون في جنوب أفريقيا، وتوفي في 20 يناير 1959 في سومرست ويست في جنوب أفريقيا.